# Alton (Misuri)
Alton es una ciudad ubicada en el condado de Oregón en el estado estadounidense de Misuri. En el Censo de 2010 tenía una población de 871 habitantes y una densidad poblacional de 212,31 personas por km².

## Geografía
Alton se encuentra ubicada en las coordenadas 36°41′29″N 91°23′32″O / 36.69139, -91.39222. Según la Oficina del Censo de los Estados Unidos, Alton tiene una superficie total de 4.1 km², de la cual 4.06 km² corresponden a tierra firme y (0.95%) 0.04 km² es agua.

## Demografía
Según el censo de 2010, había 871 personas residiendo en Alton. La densidad de población era de 212,31 hab./km². De los 871 habitantes, Alton estaba compuesto por el 95.64% blancos, el 0.46% eran afroamericanos, el 0.69% eran amerindios, el 0% eran asiáticos, el 0% eran isleños del Pacífico, el 0% eran de otras razas y el 3.21% pertenecían a dos o más razas. Del total de la población el 1.38% eran hispanos o latinos de cualquier raza.